# Philosophes

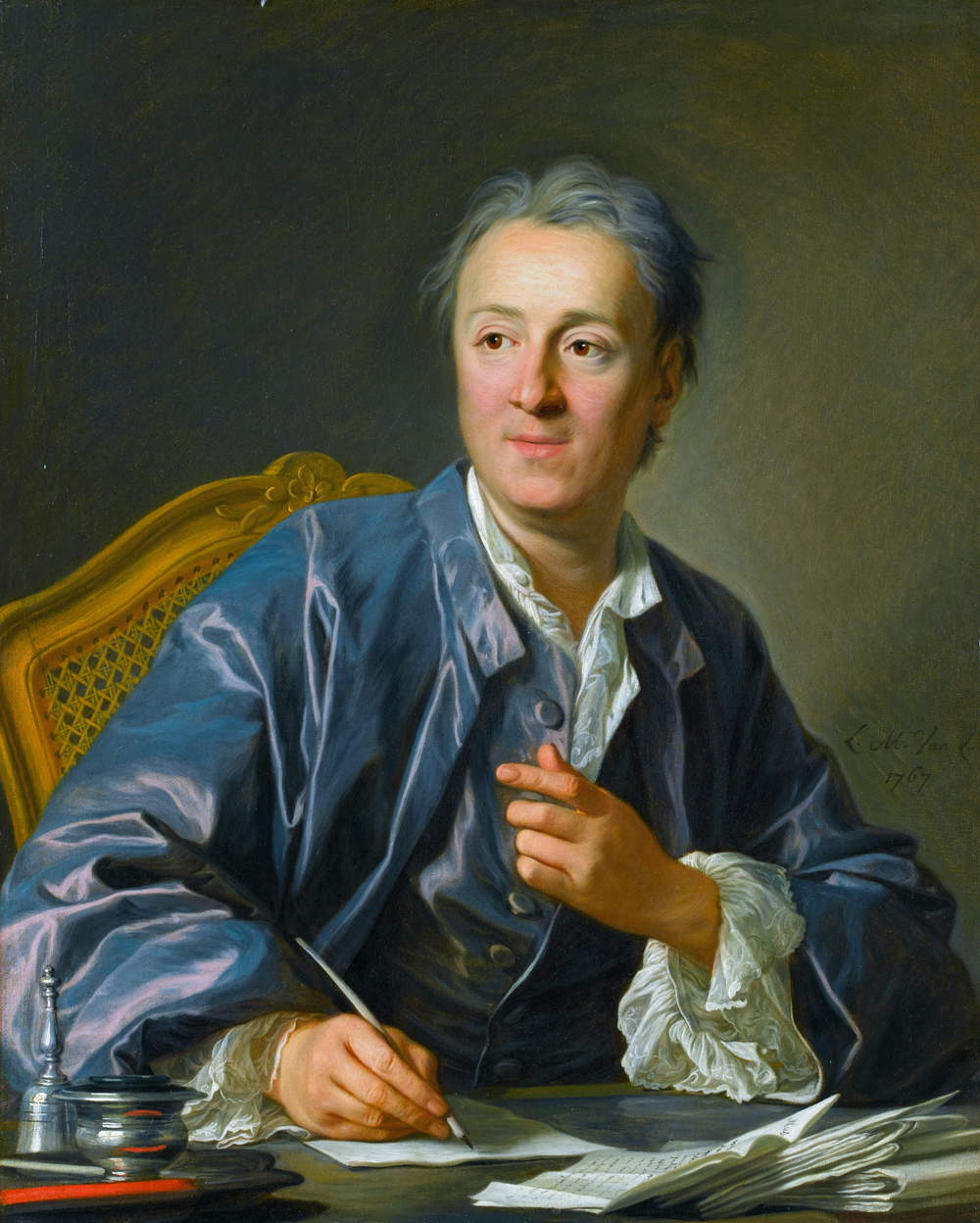
Denis Diderot, impulsor de L'Encyclopédie junto a D'Alembert. Retrato de Louis-Michel van Loo, 1767.

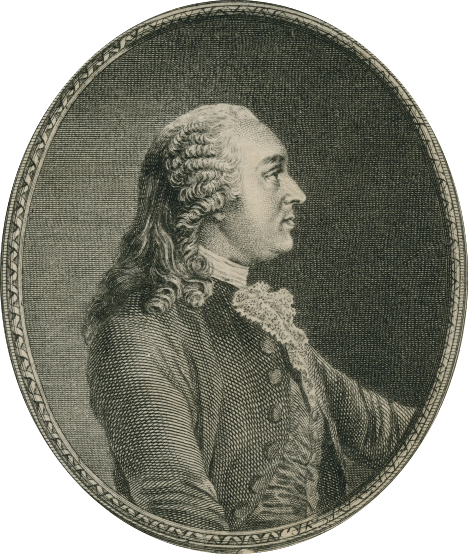
Turgot.

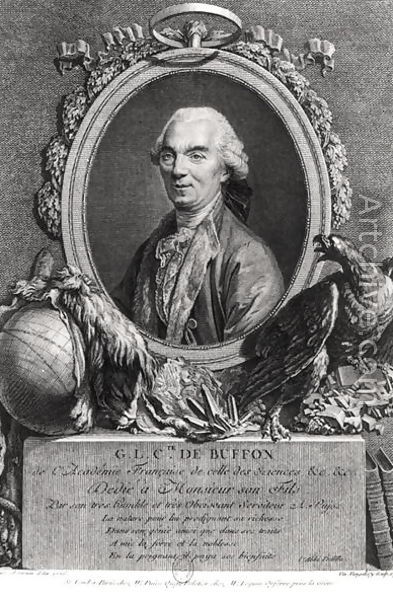
Buffon.

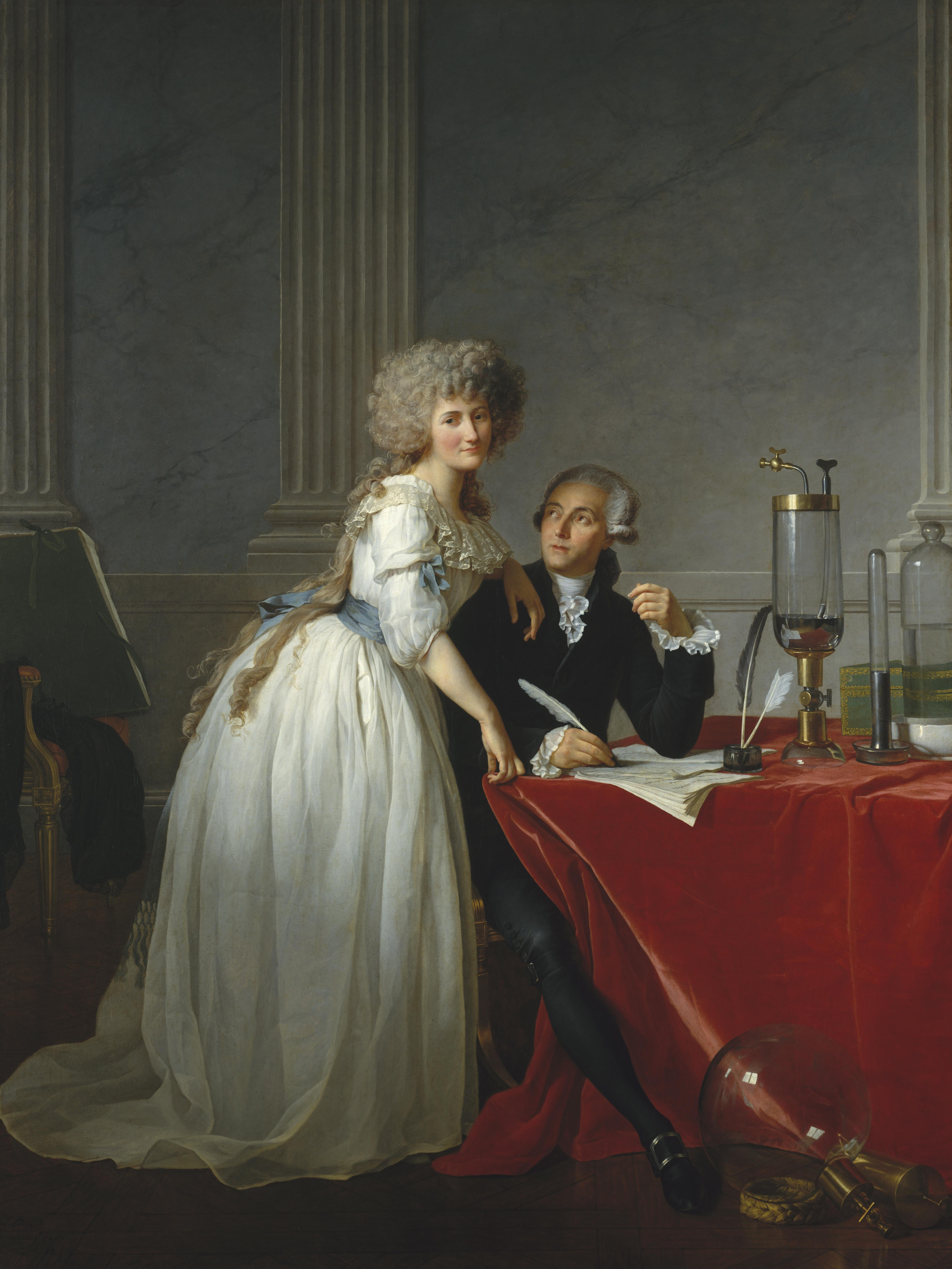
Lavoisier y su mujer, de Jacques-Louis David (1788). Marie-Anne Pierrette Paulze fue esposa y colaboradora de Lavoisier, y también pintora.

Philosophes o parti philosophique ("filósofos" y "partido filosófico" en lengua francesa) eran denominaciones que en la segunda mitad del siglo XVIII se dieron a sí mismos los intelectuales franceses identificados con una posición ilustrada (en francés éclairée, lo relativo a "las luces" -sumires-) que exigía la crítica de toda clase de dogmas y privilegios (considerados como "supersticiones" y reminiscencias "feudales"), todo lo que representara algún obstáculo para la reforma social y la búsqueda del progreso basado en la razón, el libre pensamiento y la tolerancia religiosa. Su posición religiosa no era tanto el ateísmo o el agnosticismo como el deísmo y el panteísmo, siendo indiferentes ante las religiones organizadas. También se les llamaba "enciclopedistas", por su estrecha relación con la aparición de L'Encyclopédie (1751) y Napoleón llamó "ideólogos" a sus últimos representantes, que se solían reunir en la Sociedad de Auteuil, entre ellos él mismo. Con el estallido de el Terror revolucionario (1793) puede darse por terminada su época, junto con el Ancien Régime: la République n'a pas besoin de savants ("la República no necesita sabios"), se dijo al condenar a la guillotina a Lavoisier en 1794. Y la Ilustración se transformará en Liberalismo.
Pocos de los philosophes pueden considerarse realmente filósofos en el sentido de cultivadores de lo que posteriormente se entiende por filosofía; la mayor parte eran literatos, artistas, juristas, políticos, historiadores, economistas o científicos de muy distintas disciplinas que formaban una verdadera "República de las Letras" por encima de las fronteras nacionales y practicaban un libre intercambio de libros e ideas. Aunque la mayor parte eran varones, también había mujeres (Émilie du Châtelet, traductora al francés de los Principia de Newton, fue la maestra de Voltaire).
A semejanza de sus modelos entre los filósofos de la Antigüedad, pretendían dedicarse a resolver los problemas del mundo real. Escribían de toda clase de asuntos y para un amplio público que esperaba con ansiedad sus últimas novedades, a pesar de la presión de la censura política y religiosa, utilizando toda clase de medios a su alcance. Así Jean-Jacques Rousseau escribió textos políticos, pedagógicos, crítica literaria, novela, ópera y su propia autobiografía.
En 1784 Immanuel Kant resumió el programa de los philosophes en el lema latino sapere aude ("atrévete a saber" -ten el valor de pensar por ti mismo-), definiendo la Ilustración (Aufklärung) como "salida del hombre de su autoculpable minoría de edad". Voltaire (Dictionnaire philosophique, 1764) tomó como objetivo principal de su crítica el fanatismo religioso, pues "una vez que ha corrompido una mente, la enfermedad es casi incurable... el único remedio para esa epidemia es el espíritu filosófico". Confiaban en que la expansión del conocimiento impulsaría la reforma en todos los aspectos de la vida (desde el comercio de granos hasta el sistema penal). La principal pretensión era obtener la libertad intelectual: libertad de usar la propia razón y publicar los resultados (libertad de creencias, libertad de expresión, libertad de prensa), los primeros entre los derechos naturales que estarían en la base del progreso.

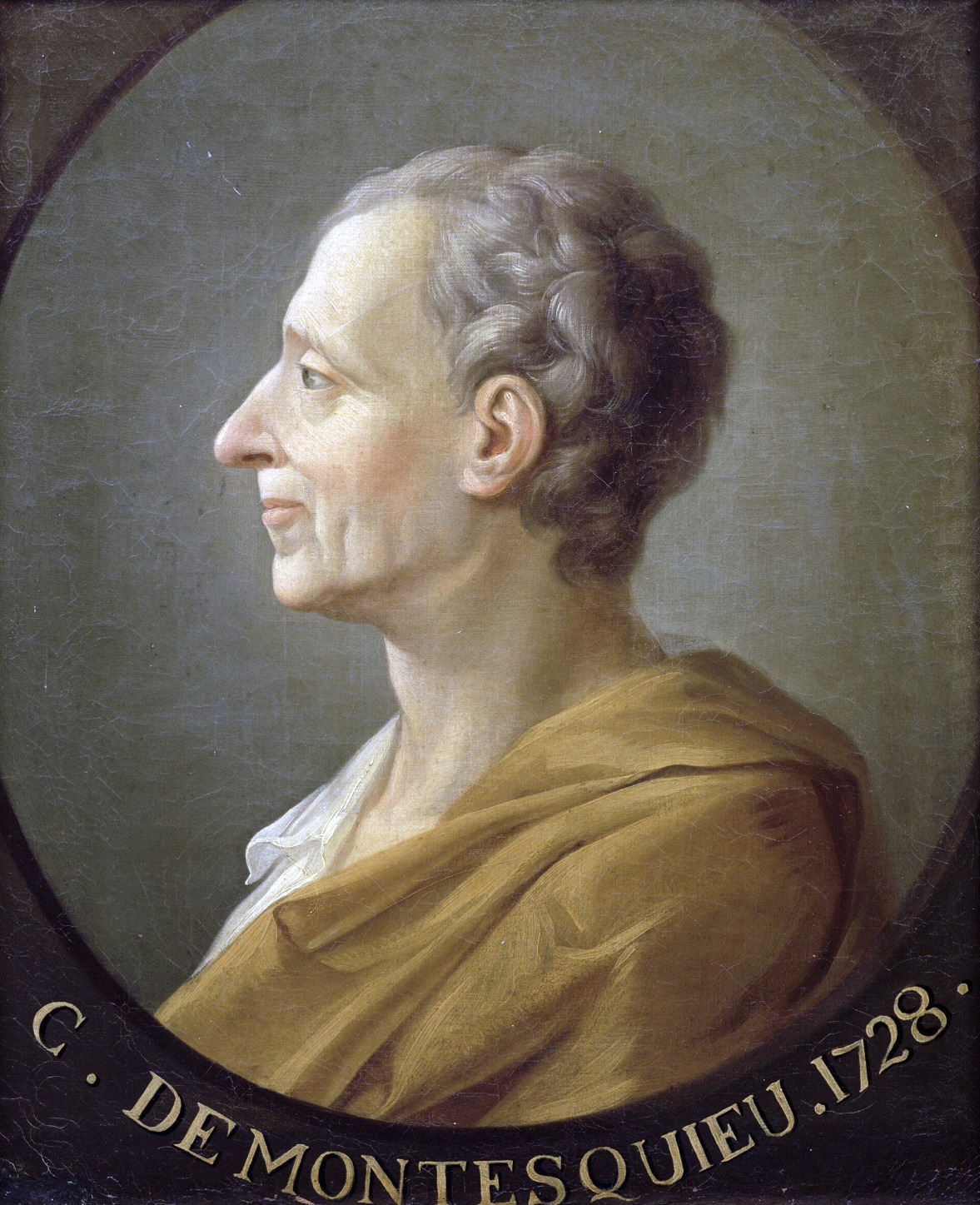
Montesquieu.
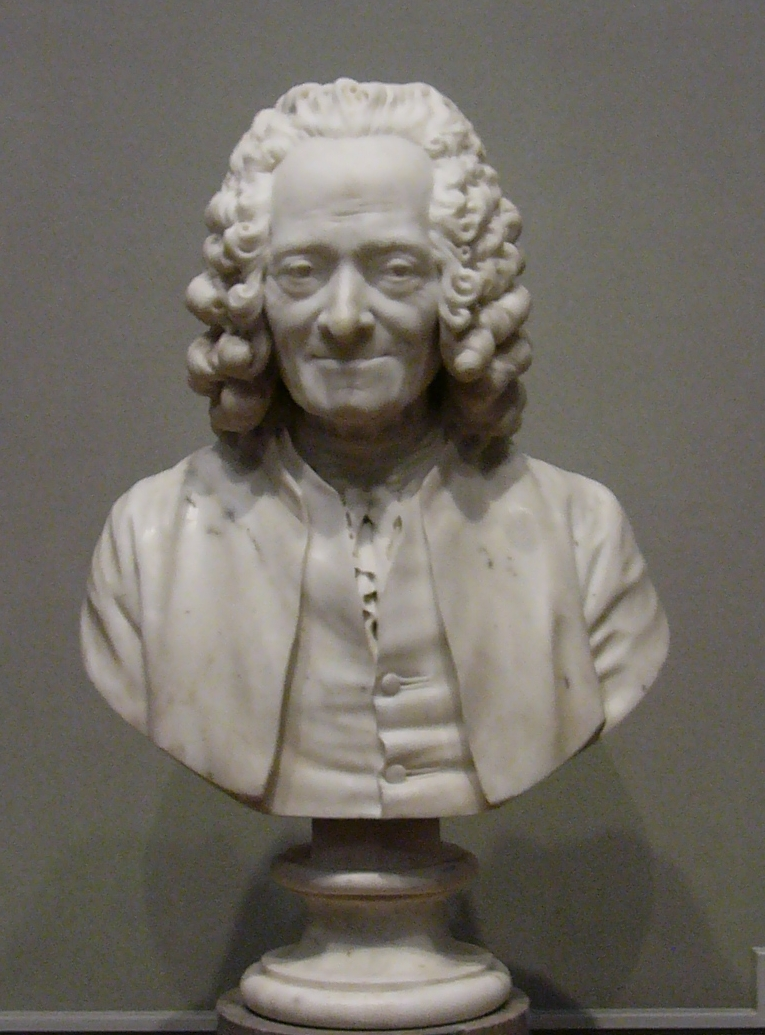
Voltaire.
Rousseau.
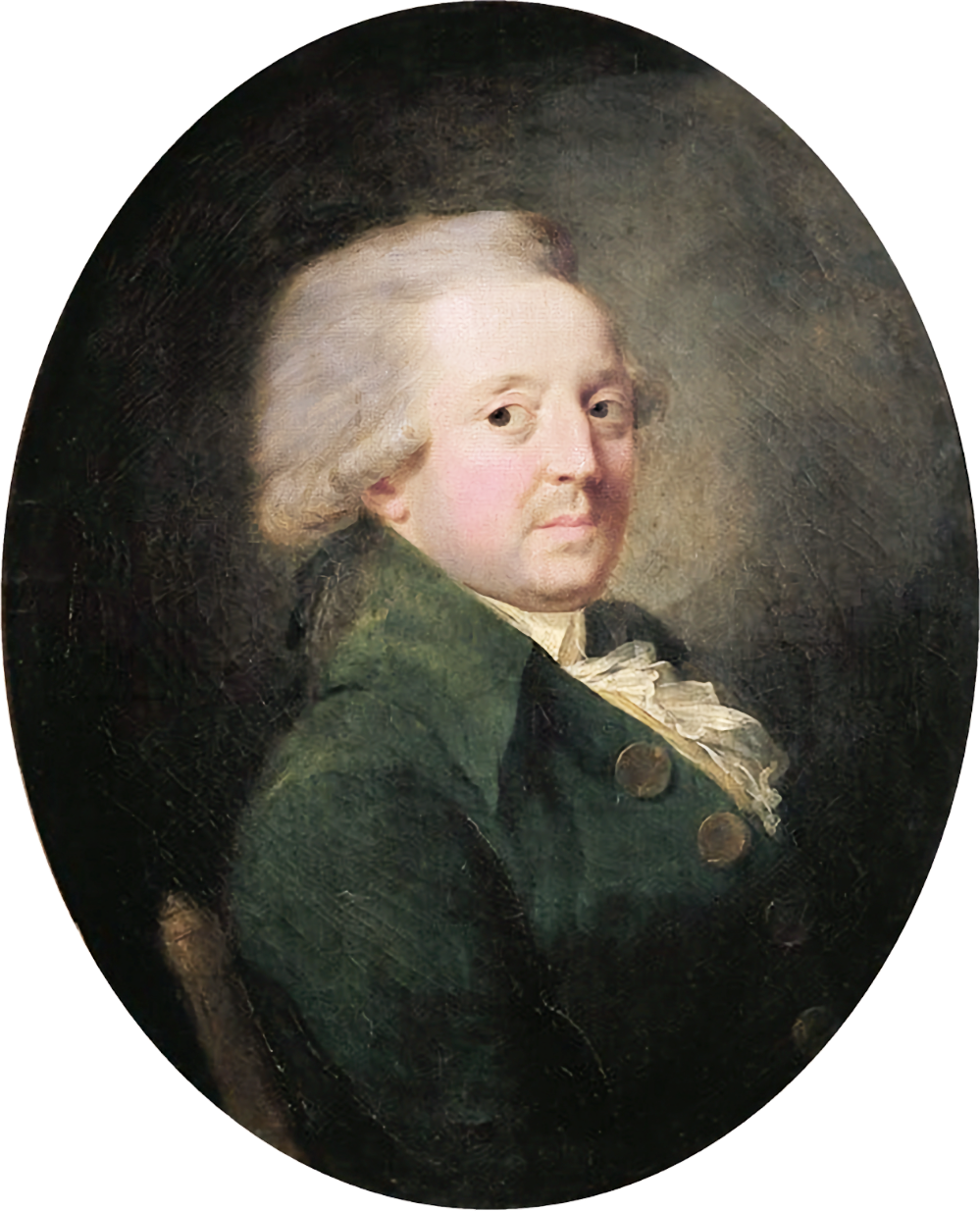
Condorcet, a quien Voltaire llamó "filósofo universal".

## Apoyos y enemigos
Entre 1740 y 1789 (el comienzo de la Revolución francesa), el creciente prestigio de los philosophes les facilitó, con altibajos, el apoyo de las altas instancias del gobierno en Francia y en el resto de la Europa gobernada por los déspotas ilustrados (Portugal, España, Nápoles, Austria, Prusia, Rusia), e incluso en las colonias americanas en vísperas de la independencia.
A pesar de no ser una organización política, ni siquiera un club como los que funcionaron a partir de la Revolución, sí podían considerarse una fuerza política reconocible, incluso con un "candidato" o político preferido: Turgot (su nombramiento como contrôleur général des finances en 1774 suscitó grandes esperanzas, pronto frustradas con su caída en 1776); y una oposición claramente definida: el llamado parti dévot ("partido devoto"), con cuyos miembros se mantenían polémicas en la prensa y con el que se disputaba ferozmente los puestos en la Academie Française. Concretamente, el dévot Charles Palissot de Montenoy fue un enconado enemigo del philosophe Diderot. Los dévots (Joseph Giry de Saint Cyr -confesor del Delfín-, Jacob-Nicolas Moreau) llamaban peyorativamente cacouacs a los del parti philosophique. Muy significativa fue la protección que dio a los philosophes la dama más influyente de la corte: madame de Pompadour, que logró reconciliar a Voltaire con Luis XV (obtuvo el cargo de historiador real en 1745 y el sillón académico en 1747) y silenciar al fermier général Claude Dupin, que había escrito en 1749 una refutación de El espíritu de las leyes de Montesquieu (1748). Aun así, la obra de Montesquieu fue incluida en el Índice de libros prohibidos por la iglesia en 1751.

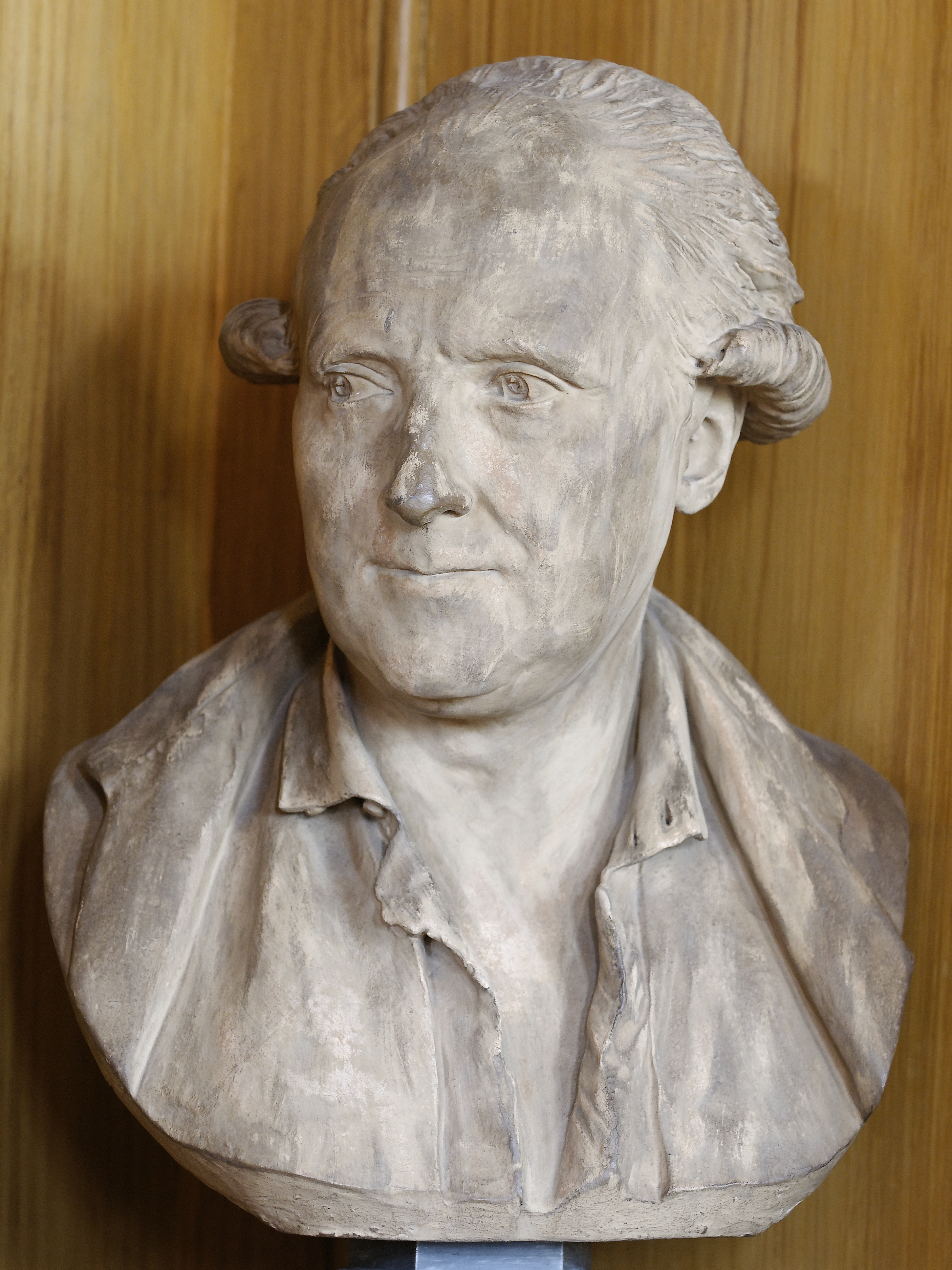
Palissot.
Madame Pompadour se hizo pintar por Maurice Quentin de La Tour rodeada de libros, entre los que está El espíritu de las leyes.

En la Inglaterra contemporánea el término se usaba de forma peyorativa en algunos círculos: Horace Walpole en 1779 consideraba que "los philosophes, excepto Buffon, son petimetres solemnes, arrogantes, dictatoriales".